# Lögsögumad
Un lögsögumad (en vieux norrois : laghmaþer ou laghman - en suédois : lagman - en norvégien : lagmann - en finnois : laamanni -  en islandais : lög(sögu)maður), littéralement « Celui qui dit la loi », est une fonction légale uniquement présente dans les pays scandinaves. Elle prend ses racines plus généralement dans la tradition germanique, où on demandait aux sages de réciter la loi, mais seuls les pays scandinaves la firent évoluer en un poste bien réel. Deux des lögsögumad les plus fameux furent Snorri Sturluson et Þorgnýr le lögsögumad (en). Un terme pratique utilisé au sujet des lögsögumad scandinaves du Moyen Âge est celui de justicier, provenant du terme latin justitiarum, « homme juste » ou « juge ».

## Historique par pays
Les assemblées collectives, les things, durant lesquelles intervenait le lögsögumad pourraient remonter au début du Ier millénaire. Cependant il est difficile de connaître le détail de leur fonctionnement ou le rôle du lögsögumad à cette époque ou à l'ère viking. Ce dernier a aussi pu être variable à travers l'ensemble de la Scandinavie. Passé le XIIe siècle la mise par écrit de la loi permet d'obtenir plus d'informations.

### Suède
En Suède, cette fonction était la plus importante des gouvernements régionaux, où chaque province avec son propre lögsögumad subordonné à celui de Tiundaland. Le lögsögumad préside le thing, a la fonction de juge et formule les lois que le peuple a décidé. Le lögsögumad se devait de mémoriser la loi et de la réciter au thing. Il est aussi responsable au thing de l’administration et de l’exécution des décisions, et c’est son devoir de sauvegarder les droits et les libertés du peuple, et de parler en leur nom au roi ou à son représentant. C’est au lögsögumad (toujours au nom du peuple), de reconnaître comme roi le nouvel élu après son passage devant l’assemblée de l’Eriksgata. Cependant, après l’établissement des lois provinciales vers 1350, le lögsögumad avait comme nouvelle fonction de participer avec douze compagnons de sa juridiction à l’assemblée dite de « la Pierre de Mora ».
Selon l’Äldre västgötalagen, la « loi de la Gothie Occidentale », le lögsögumad gardait sa fonction à vie, et était nommé par le franc-tenancier de la province. La fonction n’était pas héréditaire, mais était souvent le privilège des familles les plus puissantes.
À partir du milieu du XIIIe siècle, les lögsögumad furent de plus en plus attachés au roi, et faisaient souvent partie du conseil du roi. Le roi Magnus Eriksson décida que c’était à lui que revenait le droit de nommer les lögsögumad. Un groupe de six nobles et six franc-tenanciers, en consultation avec deux ecclésiastiques avaient à nommer trois hommes de la juridiction parmi lesquels le roi choisirait le plus adéquat pour le poste. Cette procédure resta effective jusqu’au XVIe siècle, époque à partir de laquelle le roi s’appropria le choix complet du lögsögumad.
À partir de là, les lögsögumad ne furent plus que des membres de la noblesse, et la fonction était désormais devenue une retraite, pour laquelle un membre du conseil privé de Suède était choisi et recevait un salaire, avec sous ses ordres d’autres personnes pour s’appliquer à la tâche. Ce privilège fut aboli durant la réduction du personnel de 1680, après quoi les lögsögumad furent dans l’obligation de s’occuper eux-mêmes du travail à faire; la nomination comme lögsögumad  des membres du conseil privé fut désormais contrôlée, mais resta restreinte aux membres de la noblesse jusqu’à 1723.
Dès lors, les fonctions du poste devinrent synonymes de celles d’un juge, fonctions devenues de moins en moins importante avec le temps. En 1849, le poste disparut, mais le nom de Lögsögumad reparut occasionnellement comme titre honorifique pour quelques gouverneurs.
En 1947, le titre réapparut (sous la forme moderne de lögsögumad, c’est-à-dire lagmän) pour les présidents des cours d’appel, et avec la réforme de 1969, les présidents des cours régionales furent tous nommés lagmän, alors que les présidents des cours d’appel prirent le nom de hovrättslagmän, où « lagmän de cour d’appel ».

### Norvège
En Norvège, les lögsögumad demeurèrent des conseillers en loi jusqu’à ce que le roi Sverre de Norvège (1184-1202) en fasse ses fonctionnaires. Dans les lois de Magnus VI de Norvège (1263 -80), on leur donna la fonction de juge et celle de présider les lagtings (hautes cours norvégienne). Les lagtings et le poste de Lögsögumad disparurent en 1797, mais furent restaurés en 1890 au moment de l’introduction du système des jurés.

### Islande
En Islande, le poste apparut en 930, quand l’Alþing (le Parlement islandais) fut établi. Le lögsögumaður était élu pour trois ans. En plus de ses fonctions de président du thing, il devait strictement s’en tenir à orienter et réciter la loi. C’était l’unique gouvernement officiel de la république islandaise médiévale. En trois ans, il était supposé, chaque été, réciter la loi en trois fois à l’Alþing. En vérité, le mandat de Grímr Svertingsson tourna court, non pas du fait de son incompétence ou d’une quelconque maladie, mais parce que sa voix était trop faible pour ce type d’emploi. Outre sa fonction de « récitant de la loi » et de président de la cour, le lögsögumaður n’avait pas de vrai pouvoir, mais était souvent nommé comme arbitre dans les nombreuses disputes naissantes. Le poste s’attarde quelques années durant la période de transition suivant 1262, après quoi il fut remplacé par un lögmaðr. La date qu’on donne traditionnellement comme fondation de l’Alþingi est 930 avec Úlfljótr comme fondateur et auteur originel des lois. Après l’union de l’Islande avec la Norvège en 1264, on nomma deux lögsögumaður royaux, à l’influence importante sur les procédures légales du thing. Le poste disparut en même temps que l’Alþing en 1800.

#### Liste des Logsögumaður islandais
Les spécialistes pensent raisonnablement que l’on assigna une période de charge de vingt étés chacun aux deux premiers successeurs d’Úlfljótr ; la chronologie, semble, à partir de Þorkell máni, globalement correcte. Les noms seront donnés en Islandais moderne. 
| Lögsögumaður                        | Années en poste |
| ----------------------------------- | --------------- |
| Úlfljótr                            | v. 930          |
| Hrafn Hængsson                      | 930-949         |
| Þórarinn Ragabróðir Óleifsson       | 950-969         |
| Þorkell máni Þorsteinsson           | 970-984         |
| Þorgeir Þorkelsson Ljósvetningagoði | 985-1001        |
| Grímur Svertingsson                 | 1002-1003       |
| Skafti Þóroddsson                   | 1004-1030       |
| Steinn Þorgestsson                  | 1031-1033       |
| Þorkell Tjörvason                   | 1043-1053       |
| Gellir Bölverksson                  | 1054-1062       |
| Gunnar hinn spaki Þorgrímsson       | 1063-1065       |
| Kolbeinn Flosason                   | 1066-1071       |
| Gellir Bölverksson                  | 1072-1074       |
| Gunnar hinn spaki Þorgrímsson       | 1075            |
| Sighvatur Surtsson                  | 1076-1083       |
| Markús Skeggjason                   | 1084-1107       |
| Úlfhéðinn Gunnarsson                | 1108-1116       |
| Bergþór Hrafnsson                   | 1117-1122       |
| Guðmundur Þorgeirsson               | 1123-1124       |
| Hrafn Úlfhéðinsson                  | 1135-1138       |
| Finnur Hallsson                     | 1139-1145       |
| Gunnar Úlfhéðinsson                 | 1146-1155       |
| Snorri Húnbogason                   | 1156-1170       |
| Styrkár Oddason                     | 1171-1180       |
| Gissur Hallsson                     | 1181-1202       |
| Hallur Gissurarson                  | 1203-1209       |
| Styrmir hinn fróði Kárason          | 1210-1214       |
| Snorri Sturluson                    | 1215-1218       |
| Teitur Þorvaldsson                  | 1219-1221       |
| Snorri Sturluson                    | 1222-1231       |
| Styrmir hinn fróði Kárason          | 1232-1235       |
| Teitur Þorvaldsson                  | 1236-1247       |
| Ólafr hvítaskáld Þórðarson          | 1248-1250       |
| Sturla Þórðarson                    | 1251            |
| Ólafr hvítaskáld Þórðarson          | 1252            |
| Teitur Einarsson                    | 1253-1258       |
| Ketill Þorláksson                   | 1259-1262       |
| Þorleifur hreimur Ketilsson         | 1263-1265       |
| Sigurður Þorvaldsson                | 1266            |
| Jón Einarsson                       | 1267            |
| Þorleifur hreimur Ketilsson         | 1268            |
| Jón Einarsson                       | 1269-1270       |
| Þorleifur hreimur Ketilsson         | 1271            |